# Поющий виреон
Поющий виреон (лат. Vireo gilvus) — вид воробьинообразных птиц из семейства виреоновых. Обитают в Северной Америке. Мигрируют в Мексику и Центральную Америку.

## Описание

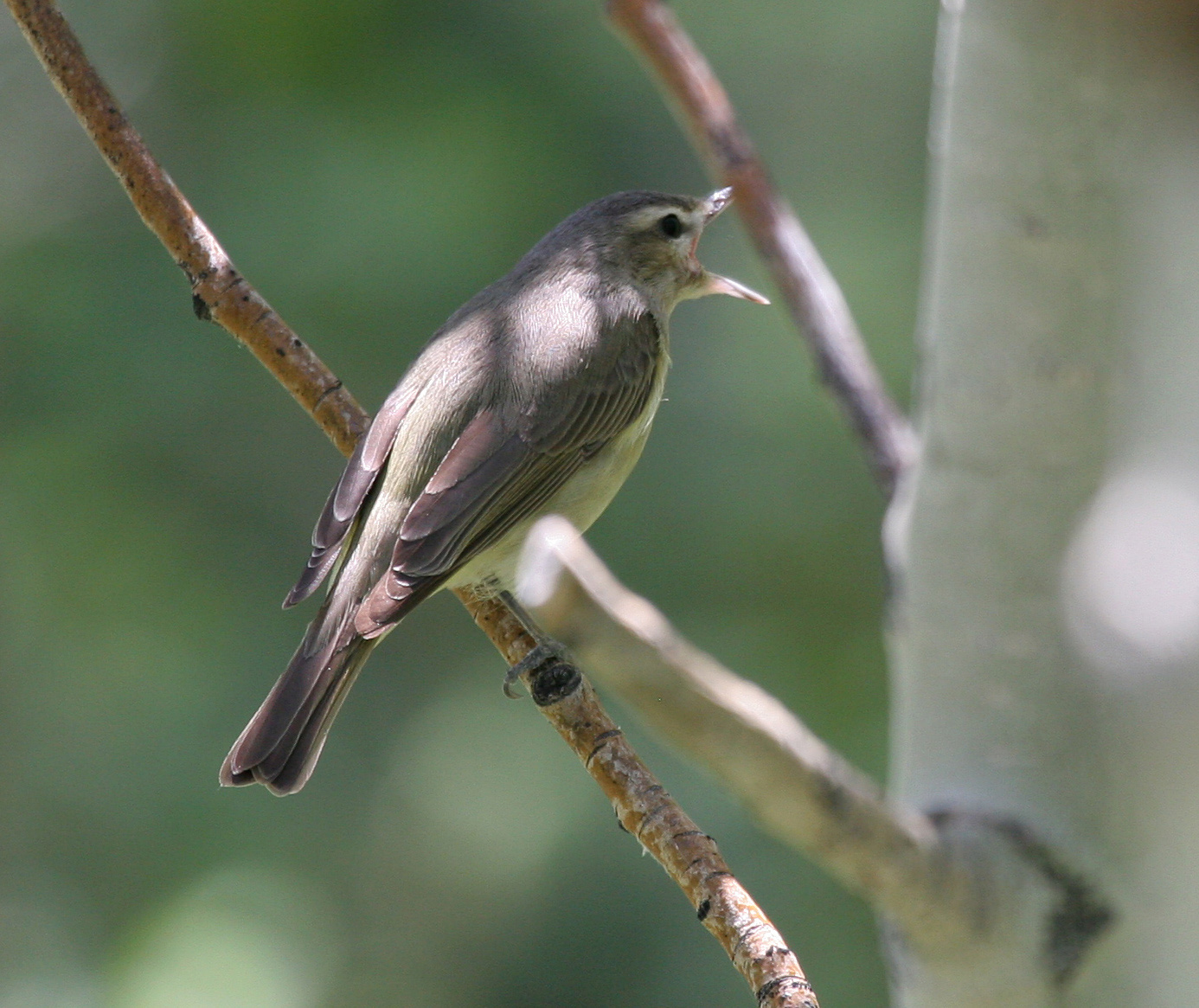
Виреон поёт, Горы Руби, Невада

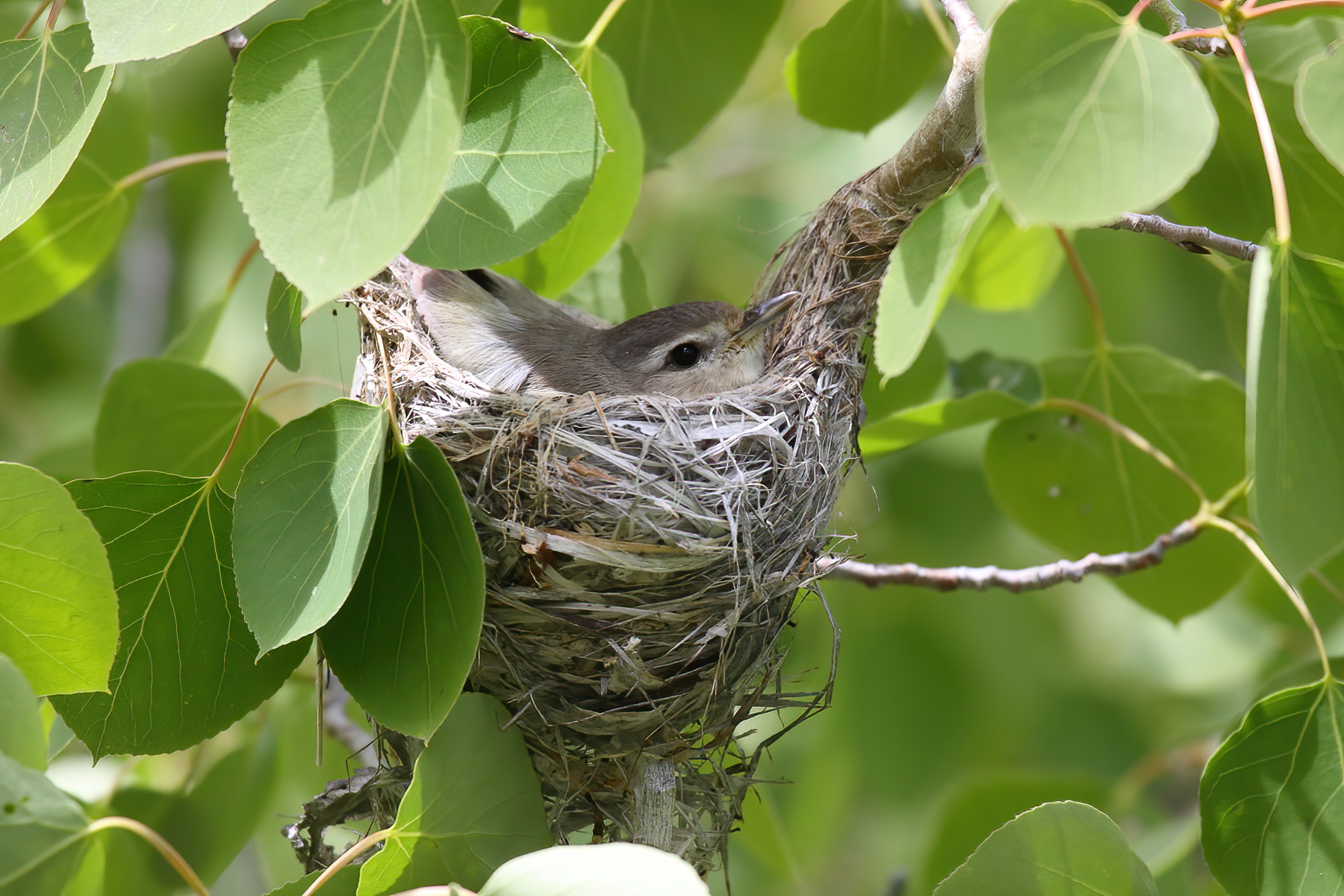
На гнезде, Горы Руби, Невада

Длина тела взрослых особей 12 см, вес 12 г. Преобладающий цвет головы и верхних частей тела птицы оливково-серый. Нижняя часть белая, глаза коричневые.

## Биология
Питаются насекомыми, которых находят на деревьях. Также питаются ягодами. Любят семена Bursera simaruba, но не рискуют приближаться к измененным людьми участкам, чтобы получить их.
МСОП присвоил виду охранный статус LC.